# Juan Coloma y Cardona
Juan Coloma y Cardona o Juan Coloma Pérez Calvillo (Elda c.1522 - Elda 9 de octubre de 1586). III Coloma señor de Elda (1539-1586) y I Conde de Elda (1577-1586).
Noble y poeta español. Señor de las baronías de Elda, Petrel y del lugar de Salinas, territorio perteneciente a la Gobernación de Orihuela en el antiguo Reino de Valencia, elevado a condado por Felipe II en 1577. Fue prefecto de la ciudad de Alicante, alcaide de su castillo y virrey de Cerdeña, pero sobre todo ha pasado a la historia por ser un poeta reconocido y fundamental en el desarrollo de la renovación poética castellana de la primera mitad del siglo XVI, siendo loado por varios autores contemporáneos suyos, entre ellos Miguel de Cervantes. Fue padre de catorce hijos e hijas, de los que sobresale el importante militar e historiador Carlos Coloma.

## Biografía
Infancia y juventud
Por línea paterna era nieto del secretario de los Reyes Católicos mosén Juan Coloma  (Borja, c.1443 - Borja, 1517). Su abuela era María Pérez Calvillo, señora de Malón y Bisimbre, en el Reino de Aragón, heredera de una considerable fortuna de origen converso. Fruto de este matrimonio nació Juan Francisco Pérez Calvillo de Coloma (Zaragoza, 1500-Elda, 1539). Tras el fallecimiento de mosén Juan Coloma la familia se trasladó a residir al Reino de Valencia, entre 1518 y 1520, concretamente al señorío de Elda que había comprado el patriarca el 19 de junio de 1512 al III conde de Cocentaina. En 1520 Juan Francisco Pérez Calvillo de Coloma se casó con María de Cardona, hija del almirante de Aragón Alonso de Cardona e Isabel de Liori, valencianos y señores de Guadalest.
Fruto de este matrimonio nacerá en Elda alrededor de 1522 Juan Coloma, pero a consecuencia del parto falleció su madre. Tras ello su padre se casó con su cuñada Catalina de Cardona en 1527, naciendo de este matrimonio Pedro, Carlos, Blanca e Isabel Coloma. Pero en 1539 falleció fortuitamente en Elda sin hacer testamento Juan Francisco Pérez Calvillo de Coloma, lo que conllevó un largo litigio sucesorio por la posesión de los señoríos entre Juan Coloma y sus hermanastros y madrastra que conllevará décadas.
Por la documentación parece que durante su juventud vivió en Zaragoza, donde la familia tenía un palacio en la calle de Coso. En la década de los cuarenta de ese siglo estaba casado con Aldonça de Aragón hija del conde de Ribagorza, con la que tuvo siete hijos, falleciendo todos durante la infancia, y luego la madre.
Poeta cortesano
En 1551, vemos a Juan Coloma residir en Valladolid, estando muy próximo a los círculos cortesanos hispanos, en especial en el de la infanta María, hija del emperador y futura emperatriz de Austria, tras su boda con Maximiliano II de Habsburgo, de la que dirá que era "criado y hechura”. En Cigales, en este ambiente cortesano, conocerá a una de las damas de honor de la infanta, la portuguesa Isabel de Sá, con la que se casará ese mismo año. Durante ese tiempo Juan Coloma fue adquiriendo fama por sus composiciones poéticas, convirtiéndose en un ejemplo de la cultura cortesana propia del siglo XVI. En 1552 Juan Coloma reside junto a su mujer en Valladolid, viéndose involucrado en un incidente entre el poeta Antonio de Soria y un grupo de poetas jóvenes, entre los que se encontraban junto a Juan Coloma, Juan Pacheco, Bernardino de Ayala, Pedro de Ávila, Garcilaso de la Vega, Alonso de Villarroel, Luis Zapata y Rodrigo Girón. Fruto de aquel incidente Coloma escribirá un poema jocoso de diez versos “Caistes por levantaros”, contra Antonio de Soria.
Juan Coloma en el Cancionero general de Esteban de Nájera
En ese mismo año, 1552, se publica un cancionero en el que se incluye gran parte de la obra poética que nos ha llegado de Juan Coloma. Impreso en Zaragoza por Esteban de Nájera, bajo el título: "Cancionero general de obras nuevas, nunca hasta ahora impresas, essi por ell arte española como por la toscana". Título completado con: “Y esta primera es el Triumpho de la muerte traducido por don Iuan Coloma”. Un ejemplo de la popularidad y celebridad de Juan Coloma en la época, es el hecho de que el editor considerara más comercial incluir su nombre en la portada del libro. El libro está dividido en dos partes, en las que Juan Coloma da buena muestra de su poesía. La primera parte, de estilo español, comienza con una traducción al castellano del “Triunfo de la muerte” de Petrarca, al que se le puede considerar como un exponente de transición hacia la plena climatización del italianismo a la poesía castellana. La segunda parte, de estilo italiano, comienza con "La historia de Orfeo" considerada como una de las primeras introducciones del mito griego de Orfeo en el periodo renacentista español, que luego ilustrarán otros poetas, y es coetánea de los ensayos más primitivos en verso italiano. Las composiciones de Juan Coloma recogidas en esta obra, al margen de las ya citadas, son sonetos, canciones, glosas, e incluso una égloga: Égloga de tres pastores.
Señor de Elda
Fruto de su matrimonio con Isabel de Sá nacieron, en Valladolid, su primogénito Juan y su segundogénito Antonio. Pero en 1557, tras varias décadas de pleitos, se llegó a un acuerdo para poner fin al litigio sucesorio que mantenía con sus hermanastros y madrastra. Por él Juan Coloma se quedó definitivamente con el señorío de Elda, en el reino de Valencia, mientras que a su hermanastro Pedro, primogénito del segundo matrimonio de su padre, le correspondió el señorío de Malón, en el reino de Aragón. Además, la infanta María se marchó con Maximiliano II de Habsburgo a Austria. Por todo ello Juan Coloma y su familia abandonaron la ciudad castellana para trasladar su residencia a las tierras valencianas del Vinalopó, pasando a residir desde entonces al castillo-palacio de Elda.
Ya instalado en la villa de Elda Juan Coloma comenzó un programa constructivo para hacerla su residencia solariega. Para ello dotó a la cabeza de su señorío de los edificios monumentales: palacio, iglesia y convento. En este último erigió el panteón familiar. También la dotó de edificios caritativos como un hospital, y de ocio: un huerto, la casa de la Noguera y un pabellón de caza en la sierra del Cid, estos dos últimos lugares en el término de su villa de Petrel. Todo ello financiado por las más que importantes rentas obtenidas gracias a la mano de obra morisca, el ochenta por ciento de la población, así como por la favorable coyuntura económica del siglo XVI. Además, la estancia de la familia Coloma en Elda hizo que se instalaran en la villa familias cristianas viejas atraídas por las ventajas socioeconómicas que les podía proporcionar estar junto a esta familia señorial.
En 1561 Juan Coloma fue nombrado alcaide del castillo de Alicante y prefecto de esa ciudad. Pasando desde ese momento temporadas en esa ciudad y convirtiéndose en el hombre de Felipe II en ella. Desde su puesto político apoyará la creación de la diócesis de Orihuela, segregándola de la de Cartagena, e impulsará las importantes obras de reforma que cambiarán definitivamente la fisonomía de esa fortaleza para convertirla en una fortificación de traza abaluartada. Fruto de esas estancias, nació en 1566 en esa ciudad su decimosegundo hijo, el célebre Carlos Coloma.
Virrey de Cerdeña
El 20 de febrero de 1570 fue nombrado por Felipe II virrey, lugarteniente y capitán general del reino de Cerdeña, donde marchó con su familia. Allí desarrolló una intensa labor tanto en la defensa del reino frente a los peligros berberisco y turco, así como en la reorganización interna del reino. Bajo su virreinato se publicó buena parte del cuerpo legislativo vigente hasta entonces en suelo sardo. Y convocó el parlamento del reino, presidido por él mismo como virrey y representante directo del monarca. Pero el temor a un posible ataque de la armada turca a Cerdeña obligó al virrey a trasladar a su familia a Génova en busca de refugio seguro, para luego marchar al señorío de Elda donde su mujer ejerció de gobernadora. Solo se quedaron con él sus dos hijos mayores que permanecieron en la isla asistiendo a su padre. Durante este tiempo Juan Coloma, es asesorado por militares, ya que él no lo era, y tuvo que gestionar los conflictos entre tropas enviadas a la isla y sus habitantes. Tropas como las del Tercio de Lope de Figueroa, en 1573, donde servía Miguel de Cervantes, coincidiendo ambos en la isla. Como virrey Juan Coloma se mostró como un buen gestor mostrando: un gran miramiento por la situación y dificultades de la población sarda, gobernando a favor del bien común y recelando de los futuros contratiempos que podían derivarse de las disposiciones gubernativas en unos años complicados en que imperaban el hambre y la inseguridad.
La Década de la Pasión

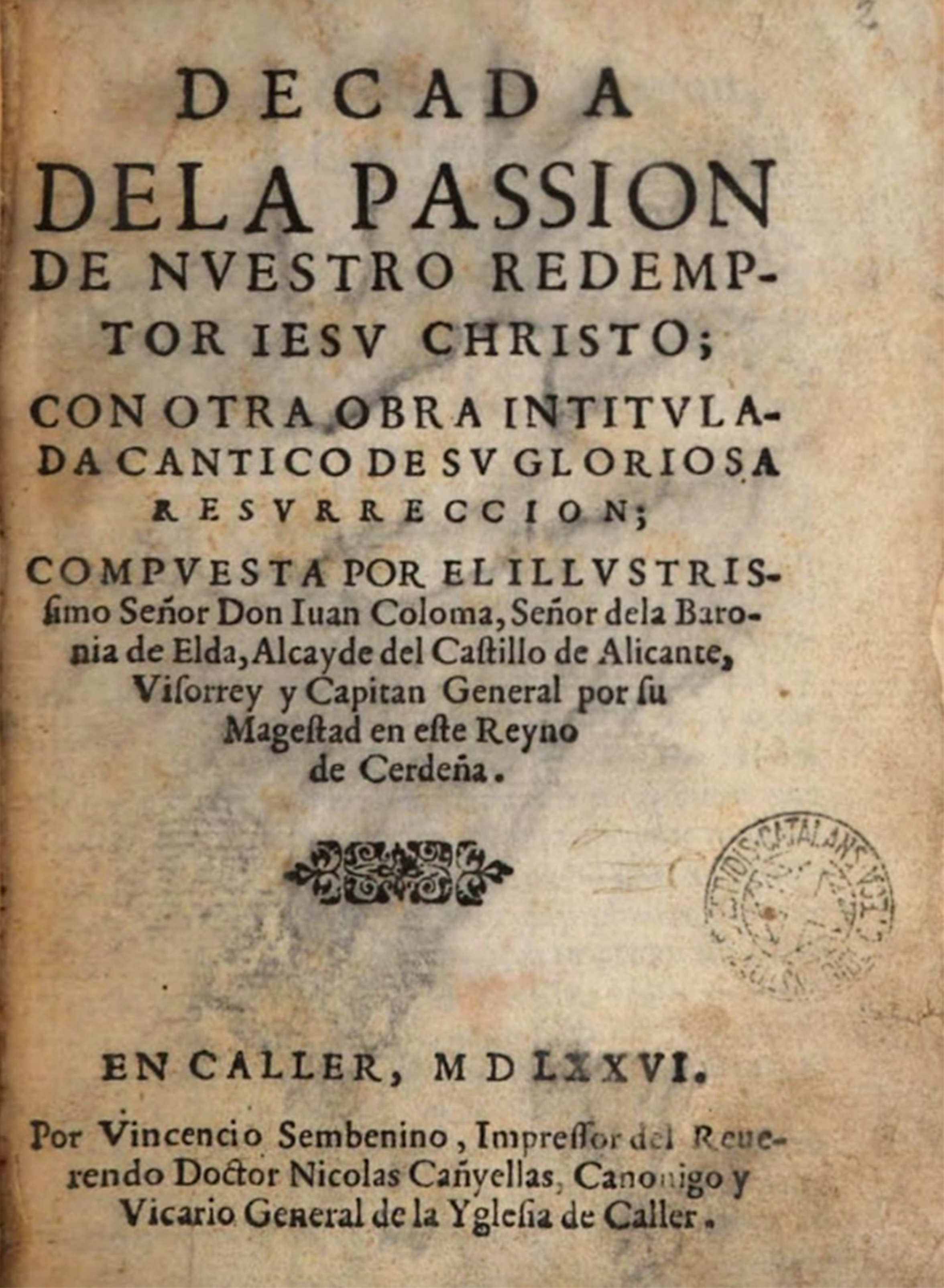
Portada de la obra "Década de la passión de nuestro Redemptor Iesu Christo, con otra obra intitulada, Cántico de su gloriosa resurrección" de Juan Coloma Pérez Calvillo.

Durante su virreinato en la isla se le tiene considerado como el típico virrey de la Contrarreforma, llegando a crear en Cerdeña un ambiente literario hasta entonces desconocido. Su aportación a la cultura sarda se vio coronada por la publicación, en 1576, de un libro con dos de sus obras poéticas más importantes, la “Década de la pasión de nuestro Redemptor Iesu Christo”, y el “Cántico de su gloriosa resurrección”, impreso en Cagliari, por el interés de Nicolás Canyellas, vicario-general de la iglesia de Cagliari, quien trataba de establecer una imprenta estable en la isla, siendo esta la primera obra impresa en Cagliari. Las dos composiciones poéticas son de temática religiosa que, como menciona el prólogo, debieron ser escritas durante un descanso en el señorío de Elda. Las obras son de un profundo fervor religioso, pero exhiben rasgos de la poesía profana renacentista. Coloma bebe de la épica cristiana neolatina, pero la transforma en modernidad envolviendo en petrarquismo la literatura religiosa castellana de su época. Pero, pese a ello y ser el virrey, escribe en un contexto de vigilancia celosa y estrecha para la poesía bíblica, instigado por el temor contrarreformista.
Conde de Elda
Sin embargo, Juan Coloma no estaba a gusto en su cargo de virrey, así tras solicitar al rey permiso para ausentarse de su cargo, este le fue concedido el 16 de septiembre de 1576. Antes dejó a su segundogénito hijo Antonio Coloma como gobernador de la villa de Sácer y su castillo Aragonese. Tras pasar por el señorío de Elda marchó a la corte donde presentó su dimisión a Felipe II. El monarca se la aceptó y satisfecho con su gestión le concedió en Aranjuez el 14 de mayo de 1577 el título de conde de Elda. Desde Aranjuez Juan Coloma volvió a Elda, donde residirá definitivamente en su palacio. Ya en el reino de Valencia concertó una boda para su hijo Juan, el primogénito, con Beatriz de Corella y Mendoza, hija de los VI condes de Cocentaina. Sin embargo, su hijo falleció repentinamente. La tristeza producida por la muerte de este la reflejó en el soneto “Alma dichosa”, escrito en 1582 en memoria de su hijo Juan. Pese al inesperado fallecimiento del primogénito en marzo de 1581, el acuerdo de matrimonio entre ambas casas condales se mantuvo, siendo el segundogénito, Antonio, gobernador de Sácer en esos momentos, quien contraería matrimonio con la hija de los condes de Cocentaina, firmándose las estipulaciones matrimoniales en Valencia el 1 de abril de 1581, e instaurando Felipe II el vínculo del mayorazgo sobre el condado de Elda.
Dos años después fallecía en el castillo de Elda, el 22 de enero de 1583, la condesa, Isabel de Sá, siendo enterrada en el panteón condal del convento franciscano de Nuestra Señora de los Ángeles, que recientemente se había construido para ello. Y al año siguiente moría su nuera, Beatriz de Corella, sin descendencia, truncando las esperanzas socio estratégicas del vínculo matrimonial entre Colomas y Corellas. Dos años más tarde, ciego y a la avanzada edad de sesenta o sesenta y cuatro años de edad, el 9 de octubre de 1586, fallecía en su palacio Juan Coloma, primer conde de Elda, siendo enterrado en el panteón familiar junto a su esposa. Un año antes, en 1585, y de la pluma de Miguel de Cervantes había recibido el último homenaje o reconocimiento público en vida en La Galatea:

...¡Oh tú, don Juan Coloma, en cuyo seno
 tanta gracia del cielo se ha encerrado,
 que la envidia pusiste en duro freno
 y en la fama mil lenguas has criado.
 con que del gentil Tajo al fértil Reno
 tu nombre y tu valor va levantando!
 Tú, conde de Elda, en todo tan dichoso,
 haces el Turia más qu’el Po famoso
Miguel de Cervantes

## Hijos de Juan Coloma
- Juan Coloma (Valladolid, c. 1552-Valencia, 1581). Primogénito, era el sucesor del condado, pero falleció en Valencia por enfermedad en marzo de 1581.
- Antonio Luis Coloma Pérez-Calvillo y Sá, II conde de Elda (Valladolid c. 1555-Palermo, 1619). Alcaide del castillo de Alicante, virrey de Cerdeña, general de las galeras de Portugal y más tarde de las de Sicilia. Se casó con Beatriz de Corella y tras enviudar, con Juana Enríquez de Mendoza.
- Alonso Coloma (Elda, 1554-Murcia, 20 de abril de 1606), obispo de Barcelona y obispo de Cartagena. Fue un reconocido predicador y autor de varias obras poéticas.
- Francisco Coloma (c. 1555]]-Madrid, enero de 1601),  caballero de la orden de Malta, fue general de las galeras de Portugal y capitán general de la Armada de la Carrera de las Indias.
- Diego Coloma (c. 1557-¿?), capellán del rey y canónigo de la iglesia metropolitana de Valencia.
- Luis Coloma (c. 1558-Madrid, 28 de octubre de 1600), prior agustino.
- María Coloma (Elda, septiembre de 1559-1609). Se casó con Pedro de Zúñiga Caveça de Vaca, señor de Flores Dávila, miembro del Consejo de Estado y embajador en Inglaterra (1606-1609).
- Isabel Coloma (Elda, septiembre de 1560-¿?). Se hizo llamar de Sá y Coloma. Se casó con Andrés Herrera, regidor de Salamanca y señor de Herguijuela (Cáceres).
- Guiomar Coloma (c. 1561-Villena, 20 de noviembre de 1598), monja en el monasterio de la Santísima Trinidad de Villena.
- Ana Coloma (c. 1563-¿?), monja, profesó en el mismo monasterio que la anterior.
- Blanca Coloma (c. 1564- ¿?), monja de las comendadoras de Santiago, del monasterio de Santa Fe en Toledo.
- Carlos Coloma (Alicante 1566-Madrid, 23 de noviembre de 1637), maestre de campo general del ejército de Flandes y Milán, castellano de Cambrai, embajador en Inglaterra e historiador.
- Luisa Coloma (Elda, c. 1567-¿?), monja en el monasterio de Santa Fe de Toledo.
- Juana Coloma (c. 1569-¿?), monja de las comendadoras de Santiago, del monasterio de Santa Fe en Toledo.

## Personalidad de Juan Coloma
Como señor feudal Juan Coloma se comportó como un noble paternalista accesible a todos, algo no común en los nobles del siglo XVI. Mantuvo una doble moral con los moriscos de su señorío a los que recriminaba por continuar con sus costumbres, pero a la vez se lo permitía. Se esforzó por procurar el bien común, tanto en su señorío, como durante su cargo de virrey de Cerdeña. Además, en los testamentos que redactó, siempre intentó la equidad entre sus hijos e hijas, aunque como buen noble de la época buscó el vínculo del mayorazgo para su primogénito y evitar así la dispersión de su herencia. Procuró que sus numerosos hijos estudiaran y creó estrategias para posicionarlos socialmente consiguiendo con ello que la generación de sus hijos fuera la más brillante de la casa condal de Elda.

## Homenajes
El año 2022, en el cuatrocientos aniversario de la edición de la Guerra de los Estados Baxos, de Carlos Coloma, hijo de Juan Coloma, I conde de Elda, y el quinto centenario del nacimiento de este último, el Ayuntamiento de Elda junto a la Fundación Paurides González Vidal celebran el “Año Coloma”, para poner en valor la figura y el legado histórico de Carlos Coloma y de su familia.

## Obras de Juan Coloma
Obra manuscrita:
Biblioteca de don Bartolomé March.
Manuscrito 23/4/1:
- Alma cruel de angélica figura. f. 92v. Soneto.
- Estábase Anaxárete mirando. f. 126v. Soneto. (Publicado en el cancionero general…1554)
- Llegado me ha el amor a do no hallo. f. 126v. Soneto.
- Oh árboles sombrosos f. 124v. Soneto.

Biblioteca del Palacio Real de Madrid.
Manuscrito II/1578(1):
- “Carta triste marinera”. 120 versos. (fos. 126v.-129 r.a)

Manuscrito II/531:
- “Caíste por levantaros”. 10 versos. (fos. 83vb-84 r.a).

Biblioteca nacional de España.
Manuscrito “Obras de diversos recopiladas 1582” ms. 3924:
- “Romance de don Antonio”. (fol. 132) Romance.[12]
- “Alma dichosa, que la luz del cielo”. (fo. 68) Soneto.

Obra Impresa:

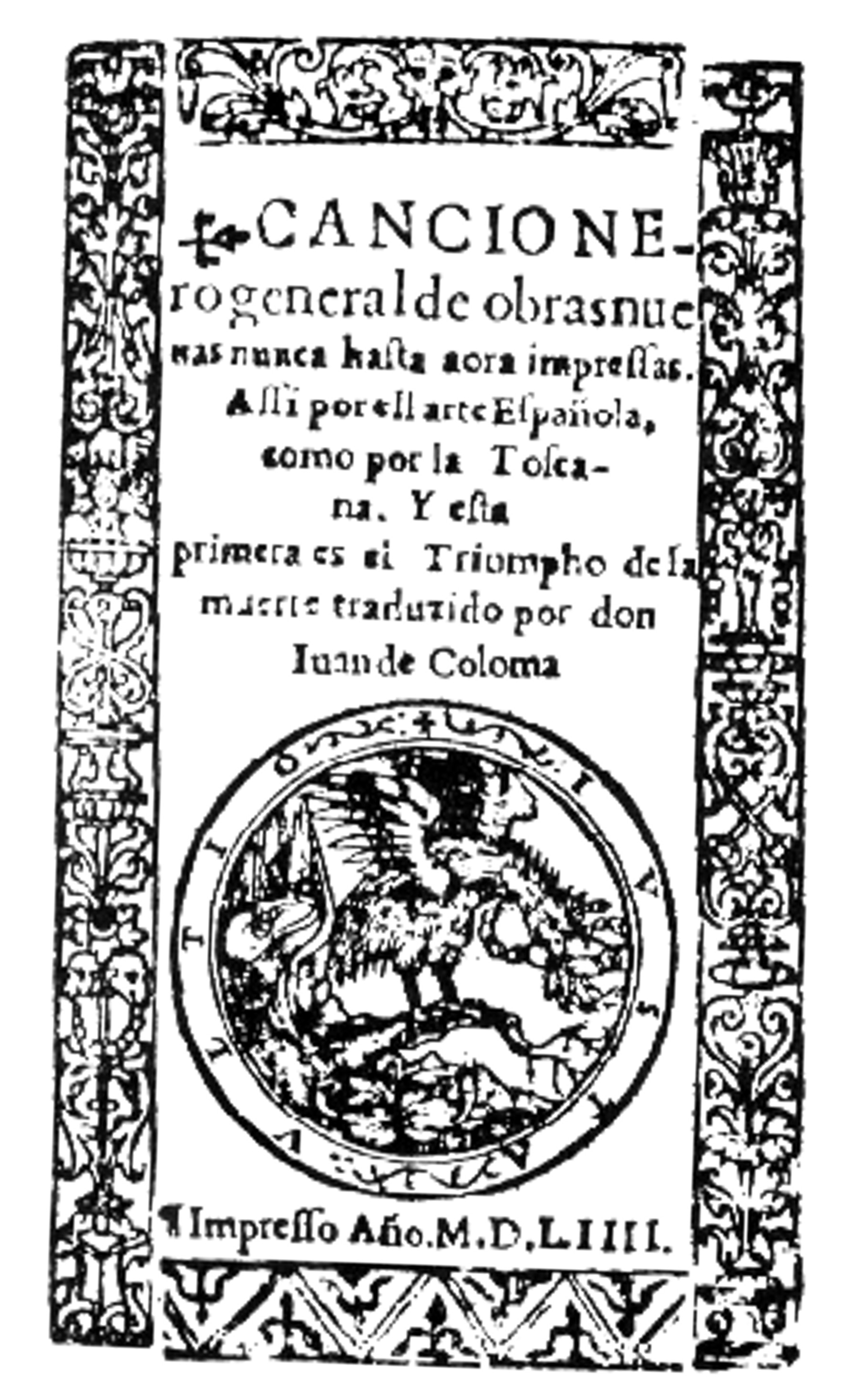
Portada de la obra "Cancionero general de obras nuevas, nunca hasta ahora impresas, essi por ell arte española como por la toscana" de Juan Coloma Pérez Calvillo.

“Cancionero general de obras nuevas, nunca asta ahora impresas, assi por ell arte español como por la toscana”.
1.ª Edición: Zaragoza 1554. Editado por Esteban de Nájera.
2.ª Edición: Heilbronn 1878.  Dentro de “L'Espagne au XVIe. et au XVIIe. siècle: Documents historiques et litteraires”. Págs. 489-580. Alfred Morel-Fatio.
3.ª Edición: Barcelona 1993. Editorial Delstre’s. Edición de Carlos Clavería.
4.ª Edición: Salamanca, 2015: Década de la Pasión. Cántico de la Resurrección. De Don Juan Coloma, conde de Elda y Virrey de Cerdeña. Añádese en apéndice su poesía profana y el epistolario diplomático con Don Juan de Zúñiga. Pedro M. Cátedra y Javier Burguillo (ed.). SEMYR.
Contiene:
- “El triunfo de la muerte de Petrarca”, Traducción de Petrarca en quintillas dobles.
- “Las tristes lagrimas mías”. Glosa.
- “La bella mal maridada” Glosa.
- “El mal de veros partir”. Glosa.
- “Las cosas menos tratadas” (70 vs.) En octosílabos.
- ”Si oyeses mi mal señora” (32 vs.) En octosílabos.
- “Que pena se da en infierno” (99 vs.) En octosílabos.
- “Amor que destruirme” (81 vs.) Canción.
- “Viendo el amor el golpe hecho en vano” (137 vs.) Canción.
- “Ondas que caminando” (68 vs.). Canción.
- “La historia de Orfeo” (488 vs.). Poema mitológico.
- “Égloga de tres pastores” (785 vs.). Égloga.
- “Cuando en más reposo comúnmente”. (136 vs.). Capítulo.
- “Amor que a lo imposible m’as llevado”. Soneto.
- “El bien que amor me dio bien me mostraba”. Soneto.
- “No te bastava averme maltrarado” Soneto.
- “Traýdo me ha el amor a do no hallo” Soneto.
- “Amor, de un fiero mal y temeroso” Soneto.
- “Estávase Anaxár[e]te mirando” Soneto. (Manuscrito en la biblioteca Bartolomé March)
- “En el sobervio mar se vía metido” Soneto.
- “Si aquel enmudecer en tu presencia” Soneto.
- “Todos los que de amores an hablado” Soneto.
- “Aquel divino rostro tan hermoso” Soneto.
- “No desseó jamás la clara fuente” Soneto.
- “Por engañossos passos m’ á traído” Soneto.
- “En medio del invierno riguroso” Soneto.
- “Antes saldrá el Apolo de Occidente” Soneto.
- “Tiéneme ya el temor en tal estrecho” Soneto.
- “Señora mía, si en no ver un ora” Soneto.
- “Como el qu’ está a muerte sentenciado” Soneto.
- “¡O duro carecer del bien perdido” Soneto.
- “Caduco bien o sueño pressuntuoso” Soneto.
- “Por ásperos caminos desviando” Soneto.
- “Imagen do se muestra lo qu’el cielo” Soneto.
- “Quando con más dolor el amor hiere” Soneto.

“Década de la pasión de nuestro Redemptor Iesu Chisto”.
1.ª Edición: Cagliari 1576, Vicent Semberino impresor de Nicolas Canyellas.
2.ª Edición:  Madrid 1586, En casa de Querino Gerardo: a costa de Antonio Manuel.
4.ª Edición: Salamanca, 2015: Década de la Pasión. Cántico de la Resurrección. De Don Juan Coloma, conde de Elda y Virrey de Cerdeña. Añádese en apéndice su poesía profana y el epistolario diplomático con Don Juan de Zúñiga. Pedro M. Cátedra y Javier Burguillo (ed.). SEMYR.
Contiene dos largas obras poéticas.
- “Década de la pasión de nuestro Redemptor Iesu Christo”. En tercetos encadenados.
- "Cántico de su gloriosa resurrección”. En octavas reales.